# Tommaso Marchesi
Tommaso Marchesi (7 mars 1773 – 6 juin 1852) est un compositeur, chef d'orchestre et organiste italien.
Il est le frère cadet du célèbre castrat Luigi Marchesi.

## Biographie
Marchesi est né à Lisbonne – d'un père trompettiste –, mais il étudie à Bologne avec Stanislao Mattei, puis intègre l’Accademia Filarmonica (Maestro al cemballo et Direttore della musica c'est-à-dire chef d'orchestre). En 1808, il fonde l’Accademia dei Concordi, une sorte d'association Haydn, qui pendant ses deux ans d’existence produit La Création et Les Saisons, deux oratorios de Joseph Haydn, créés ensemble en mai 1811. Rossini était le claveciniste et chef de l'ensemble lors des répétitions et du concert, Marchesi dirigeant pour sa part La Création.
En tant que compositeur, Marchesi laisse une symphonie pour instruments à vent, des concertos pour piano et pour orgue, mais surtout de la musique sacrée, pour la messe (Kyrie, Gloria, Credo), des psaumes, une vingtaine d'hymnes, ainsi que des cantates, airs et mélodies, le tout pour la plupart resté inédit.
Parmi ses élèves en composition, on trouve le compositeur d'opéra Giovanni Pacini.